# Alexandru Pițurcă
Alexandru Pițurcă (Bucarest, 28 ottobre 1983) è un ex calciatore rumeno, di ruolo attaccante.

## Carriera
Ha giocato nella massima serie dei campionati rumeno, bulgaro ed azero.

## Palmarès

### Club

#### Competizioni nazionali
- Campionato rumeno: 1

Steaua Bucarest: 2000-2001
- Supercoppa di Romania: 1

Steaua Bucarest: 2001
- Coppa d'Azerbaigian: 1

Xəzər-Lənkəran: 2010-2011